# Ludność Tarnobrzega
- 1939 – 5 900
- 1946 – 4 140 (spis statystyczny)
- 1950 – 3 961 (spis statystyczny)
- 1955 – 4 257
- 1960 – 6 754 (spis statystyczny)
- 1963 – 9 300
- 1964 – 10 000
- 1965 – 10 721
- 1966 – 11 400
- 1967 – 13 200
- 1968 – 14 200
- 1969 – 15 600
- 1970 – 19 000 (spis statystyczny)
- 1971 – 21 300
- 1972 – 23 000
- 1973 – 24 800
- 1974 – 25 724
- 1975 – 26 819
- 1976 – 33 900
- 1977 – 34 300
- 1978 – 33 500 (spis statystyczny)
- 1979 – 35 200
- 1980 – 37 260
- 1981 – 38 477
- 1982 – 39 551
- 1983 – 40 735
- 1984 – 41 652
- 1985 – 42 321
- 1986 – 43 482
- 1987 – 44 688
- 1988 – 44 958 (spis statystyczny)
- 1989 – 45 944
- 1990 – 48 397
- 1991 – 49 506
- 1992 – 49 982
- 1993 – 50 334
- 1994 – 50 593
- 1995 – 50 699
- 1996 – 50 885
- 1997 – 50 907
- 1998 – 51 061
- 1999 – 51 291
- 2000 – 51 176
- 2001 – 51 188
- 2002 – 50 376 (spis statystyczny)
- 2003 – 50 310
- 2004 – 50 036
- 2005 – 50 115
- 2006 – 50 047
- 2007 – 50 063[potrzebny przypis]
- 2008 – 49 389 (spis statystyczny)
- 2009 – 49 548 (spis statystyczny)
- 2010 – 50 126 (spis statystyczny)
- 2011 – 48 636
- 2012 – 48 558
- 2019 – 46 745 (dane GUS)[1]

## Liczba ludności miasta w ujęciu osiedlami
Stan na koniec 2006 roku.
| Lp. | Osiedle      | Pobyt stały | Pobyt czasowy | Razem |
| --- | ------------ | ----------- | ------------- | ----- |
| 1   | Piastów      | 1130        | 8             | 1138  |
| 2   | Barbórka     | 378         | 4             | 382   |
| 3   | Zakrzów      | 806         | 14            | 823   |
| 4   | Dzików       | 3967        | 46            | 4013  |
| 5   | Sielec       | 478         | 9             | 487   |
| 6   | Wielowieś    | 1570        | 21            | 1591  |
| 7   | Sobów        | 1512        | 16            | 1528  |
| 8   | Mokrzyszów   | 2079        | 70            | 2149  |
| 9   | Miechocin    | 879         | 23            | 902   |
| 10  | Nagnajów     | 186         | 0             | 186   |
| 11  | Ocice        | 462         | 2             | 464   |
| 12  | Kajmów       | 0           | 0             | 0     |
| 13  | Stare Miasto | 2672        | 52            | 2724  |
| 14  | Przywiśle    | 6486        | 410           | 6896  |
| 15  | Wielopole    | 7473        | 251           | 7724  |
| 16  | Siarkowiec   | 6316        | 139           | 6455  |
| 17  | Serbinów     | 13180       | 297           | 13477 |

1. Pobyt stały: 49 574 (97,3%)
2. Pobyt czasowy: 1362 (2,67%)

## Powierzchnia Tarnobrzega
- 1995 – 85,83 km²
- 2006 – 85,39 km²